# Blood on the Highway
Blood on the Highway è il sesto ed ultimo album in studio come solista del tastierista e cantante Ken Hensley.

## Tracce
1. Just the Beginning (Hensley) – 6:02
2. We are on Our Way (Hensley) – 5:49
3. Blood On the Highway (Hensley) – 5:26
4. You've Got It (Hensley) – 5:03
5. It Won't Last (Hensley) – 3:57
6. Think Twice (Hensley) – 4:54
7. There Comes a Time (Hensley) – 5:57
8. This House is Down (Hensley) – 5:45
9. What You Gonna Do (Hensley) – 3:57
10. Postscript (Hensley) – 3:27
11. I Did It All (Hensley) – 3:57
12. The Last dance (Hensley) – 3:27

## Formazione
- Ken Hensley - voce, tastiera, chitarra,  percussioni